# Indonemoura hubeiensis
Indonemoura hubeiensis är en bäcksländeart som beskrevs av Yang, D. och C. Yang 1991. Indonemoura hubeiensis ingår i släktet Indonemoura och familjen kryssbäcksländor. Inga underarter finns listade i Catalogue of Life.